# دينيس بوربيرهارت
دينيس بوربيرهارت (بالهولندية: Dennis Purperhart)‏ (مواليد 10 يونيو 1969 في باراماريبو) لاعب كرة قدم سورينامي دولي معتزل كان يجيد اللعب في خط الوسط .

## روابط خارجية
- دينيس بوربيرهارت على موقع الاتحاد الدولي (مؤرشف)  (الإنجليزية)
- دينيس بوربيرهارت على موقع قاعدة بيانات كرة القدم.إي يو (الإنجليزية)
- دينيس بوربيرهارت على موقع ناشيونال فوتبول تيمز (الإنجليزية)